# Jornalismo americano
O jornalismo americano é o processo de comunicação praticado pelos veículos de imprensa localizados no Estados Unidos. Surgiu de uma história ligada à política local e isso o impossibilita de ser replicado por outros países, pois o jornalismo de cada espaço é determinado por relação com um contexto cultural único, segundo Michael Schudson.

## História
O fazer jornalístico americano começou, assim como a política, como uma versão das instituições britânicas.
Em 1720, foi criado o primeiro jornal americano, o New England, por James Franklin. Apesar de desencorajado pelos amigos, o irmão mais velho de Benjamin Franklin decidiu seguir em frente por ambição pessoal.
Com o crescimento da comunicação, alguns setores, como a política, foram vendo o poder dos jornais, que acabaram sendo subsidiados por partidos políticos. Ou seja, a imprensa virou uma subdivisão desses partidos. Durante esse período, o presidente Andrew Jackson indicou mais de 50 jornalistas para cargos públicos.
Em 1841, o célebre jornalista Horace Greeley, criou o New York Tribune. Um jornal de experiências socialistas e que mostrava-se claramente como um jornal de ideias. Contratou a primeira mulher a trabalhar em um jornal americano, Margaret Fuller, e tinha Karl Marx como um dos correspondentes europeus.
Até os anos 20 do século XIX, notícias locais eram muito escassas. Após a implementação de um serviço de correios mais desenvolvido, os jornais passaram a circular em cidades menores e mais afastadas das grandes capitais. Depois desse advento, o Estado e o poder público passaram a fundar jornais no interior dos Estados Unidos, bem como nomear editores para estes veículos. Essa prática fazia parte de um projeto que visava o desenvolvimento de cidades provincianas, juntamente com a criação de universidades e hotéis. Em 1857, várias cópias do Emporia News da cidade de Emporia, no Kansas, foram enviadas ao leste americano, com o intuito de atrair cada vez mais imigrantes.
Ao final do século XIX, o país começou a passar por mudanças políticas que refletiram no jornalismo americano. Reformas liberais defendiam novas formas de se fazerem campanhas eleitorais e propunham que estas fossem menos partidárias. A partir daí, os partidos políticos passaram a perder influência sobre os veículos de informação e não puderam mais subsidiá-los. Em 1890, um quarto dos jornais norte-americanos declara independência dos partidos políticos e do governos.
Com essas Reformas Liberais, muitas coisas decaem em relação aos partidos políticos. Os eleitores passam a se sentir mais confiantes devido ao caráter secreto do voto. Além disso, a capacidade dos partidos de conquistar a atenção pública declina à medida que as formas comerciais de entretenimento popular começaram a capturar a audiência da população. No período que corresponde a 1880 e 1920, os reformistas liberais iniciam sérias críticas à fidelidade partidária e organizam novas maneiras de campanhas eleitorais, buscando "acima de tudo" uma campanha educacional com mais panfletos e menos boca de urna. 
Em 1896, os Estados Unidos adotam o voto australiano que modifica a forma de como as eleições são feitas. A partir daí, os eleitores recebem boletins do Estado contendo os nomes dos candidatos com seus partidos políticos, e o voto secreto e privado ganha mais firmeza. Desta maneira, a população americana passa a ter mais autonomia em relação aos partidos políticos, bem como seus representantes. Esta nova percepção sobre a política americana também afetou a imprensa - esta precisou se adaptar, transitando de uma imprensa partidária para mais autônoma em relação ao governo.
Origem e desenvolvimento da objetividade no jornalismo norte-americano
Com estas mudanças, o jornalismo americano passou por uma intensa profissionalização. Ao final do século XIX, os jornalistas passaram a pôr em prática a técnica da entrevista, que abrangia muito mais cidadãos comuns e refletia o interesse público nos veículos de comunicação. Consequentemente, a circulação dos jornais aumentou e as empresas de comunicação se tornaram grandes negócios. Desta forma, outro aspecto jornalístico também nasceu nesta época: a objetividade. As regras da objetividade nasceram como uma de assegurar o jornalismo como profissão - uma resposta aos publicitários e profissionais de relações públicas que surgiram na época e estavam vinculados aos interesses de grandes empresas.
No mesmo contexto histórico, Michael Schudson esclarece que a ideia de subjetividade é reconhecida, ao lado da ideia de objetividade, como um elemento da reportagem, no qual a especialização proporciona ao repórter um progresso na capacidade de se tornar um crítico de suas fontes. Conforme o autor, a "crescente complexidade de mundo" proporcionada pela profusão de fatos gerou uma necessidade por mais "aprofundamento e interpretação", impulsionando mudanças imediatas aos apuradores de notícias. Depois de meio século no qual a ética jornalística exigia uma completa diferenciação entre narrador e comentarista, o jornalista passou a combinar a habilidade de repórter com intérprete.  A objetividade, portanto, não surge como uma negação da subjetividade, mas um modo do jornalista validar sua atividade a partir de normas e práticas regidas por normas profissionais. 
A profissionalização do jornalismo atingiu seu auge na Guerra Fria, entre os anos 50 e 60 do século XX - uma época chamada de alto modernismo. A partir dos anos 60, o jornalismo passou a receber críticas internas e externas. A objetividade foi questionada, pois, para muitos ela tornava o jornalismo receptivo demais com a política norte-americana da época. As consequências resultaram em uma nova forma de fazer jornalismo, onde o profissional investiga e questiona o governo, assumindo um papel mais ativo e menos imparcial nas reportagens. Um exemplo é o Caso Watergate de 1972, onde dois jornalistas expuseram um esquema de corrupção que envolvia o Complexo Watergate e a Casa Branca. O caso culminou na renúncia do presidente Richard Nixon.